# Saint-Pardoult
Saint-Pardoult és un municipi francès situat al departament del Charente Marítim i a la regió de la Nova Aquitània. L'any 2007 tenia 204 habitants.

## Demografia

### Població
El 2007 la població de fet de Saint-Pardoult era de 204 persones. Hi havia 88 famílies de les quals 32 eren unipersonals (12 homes vivint sols i 20 dones vivint soles), 24 parelles sense fills, 28 parelles amb fills i 4 famílies monoparentals amb fills.
La població ha evolucionat segons el següent gràfic:
Habitants censats

### Habitatges
El 2007 hi havia 119 habitatges, 86 eren l'habitatge principal de la família, 22 eren segones residències i 12 estaven desocupats. Tots els 118 habitatges eren cases. Dels 86 habitatges principals, 64 estaven ocupats pels seus propietaris, 18 estaven llogats i ocupats pels llogaters i 3 estaven cedits a títol gratuït; 2 tenien dues cambres, 11 en tenien tres, 26 en tenien quatre i 46 en tenien cinc o més. 76 habitatges disposaven pel capbaix d'una plaça de pàrquing. A 43 habitatges hi havia un automòbil i a 34 n'hi havia dos o més.

### Piràmide de població
La piràmide de població per edats i sexe el 2009 era:
| Homes | Edats   | Dones |
| ----- | ------- | ----- |
| 0     | 95 o +  | 4     |
| 0     | 90 a 94 | 0     |
| 4     | 85 a 89 | 0     |
| 4     | 80 a 84 | 0     |
| 4     | 75 a 79 | 8     |
| 0     | 70 a 74 | 0     |
| 4     | 65 a 69 | 4     |
| 8     | 60 a 64 | 4     |
| 4     | 55 a 59 | 8     |
| 0     | 50 a 54 | 0     |
| 8     | 45 a 49 | 4     |
| 12    | 40 a 44 | 12    |
| 8     | 35 a 39 | 8     |
| 4     | 30 a 34 | 4     |
| 4     | 25 a 29 | 0     |
| 8     | 20 a 24 | 8     |
| 12    | 15 a 19 | 0     |
| 8     | 10 a 14 | 12    |
| 4     | 5 a 9   | 4     |
| 0     | 0 a 4   | 0     |

## Economia
El 2007 la població en edat de treballar era de 125 persones, 92 eren actives i 33 eren inactives. De les 92 persones actives 84 estaven ocupades (49 homes i 35 dones) i 8 estaven aturades (3 homes i 5 dones). De les 33 persones inactives 11 estaven jubilades, 11 estaven estudiant i 11 estaven classificades com a «altres inactius».

### Ingressos
El 2009 a Saint-Pardoult hi havia 95 unitats fiscals que integraven 206 persones, la mediana anual d'ingressos fiscals per persona era de 15.679 €.

### Activitats econòmiques
Dels 7 establiments que hi havia el 2007, 3 eren d'empreses de construcció, 1 d'una empresa de comerç i reparació d'automòbils, 1 d'una empresa financera, 1 d'una empresa immobiliària i 1 d'una empresa de serveis.
Dels 3 establiments de servei als particulars que hi havia el 2009, 1 era un paleta i 2 fusteries.
L'any 2000 a Saint-Pardoult hi havia 13 explotacions agrícoles que ocupaven un total de 665 hectàrees.

## Poblacions més properes
El següent diagrama mostra les poblacions més properes.